# Malibu (Kim Petras)
Malibu è un singolo della cantante tedesca Kim Petras pubblicato il 7 maggio 2020 come secondo estratto dal suo prossimo album in studio.

## Antefatti
Il primo maggio 2020, Petras, ha annunciato che il secondo singolo, Malibu, sarebbe stato rilasciato il 7 maggio. L'artista ha descritto il brano come un "ritorno al colore" dopo il singolo precedente Reminds Me in cui lei stessa ha riversato tutte le sue lacrime.

## Accoglienza
Desiree Guerrero della rivista Out, parlando del brano, lo ha descritto come la possibile canzone dell'estate, dicendo inoltre che Malibu può dare agli ascoltatori un senso di evasione, ciò di cui molti hanno bisogno in questo periodo, riferendosi alla pandemia di COVID-19 del 2019-2021.

## Video musicale
Petras, l'11 maggio 2020 ha rilasciato il videoclip del singolo sotto forma di (tradotto dall'inglese) "edizione in casa", in cui si vedono svariate apparizioni Cameo tra cui Paris Hilton, Pabllo Vittar, Jessie J, Charli XCX, Aly & AJ, Scott Hoying, Amanda Lepore, Dorian Electra e Madelaine Petsch.
Il videoclip è dunque composto da varie clip poi montate insieme.

## Tracce
1. Kim Petras – Malibu – 3:12 (testo: Kim Petras, Jon Castelli, Sophia Black, Lukas Gottwald, Allan Grigg, Vaughn Oliver)